# Кристал (обезьяна)
Кристал (англ. Crystal) — самка капуцина-фавна, американская обезьяна-актриса, наиболее известная по ролям в фильмах «Джордж из джунглей», трилогии «Ночь в музее» и телесериалу «Ветеринарная клиника». Её называют «Анджелиной Джоли животного мира».
В 1996 году тренер Том Гундерсон по заказу голливудского агентства по подбору животных отправился во Флориду для приобретения обезьяны-капуцина для съёмок в новом фильме . Сначала его внимание привлекли две другие обезьянки, но пройти мимо не по годам смышлёной Кристал он не смог. Так агентство получило сразу трёх новых актёров. Своё нынешнее имя она получила в честь популярной кантри-исполнительницы Кристал Гейл.
Уже первые её роли в кино позволили обозревателю New York Magazine Бенджамину Уоллесу назвать Кристал «прирождённой актрисой».